# Brian Fobbs
Brian Fobbs (Rochester, 17 februari 1998) is een Amerikaans basketballer.

## Carrière
Fobbs speelde collegebasketbal voor Genesee Cougars en daarna voor Towson Tigers. In 2021 tekende hij zijn eerste profcontract in de Finse competitie bij Vilpas Vikings. Het seizoen erop tekende hij in de BNXT-League bij Kangoeroes Mechelen. Aan het einde van het reguliere seizoen werd hij verkozen tot MVP maar moest het seizoen uitzitten na een blessure. In 2023 maakte hij de overstap naar het Duitse Baskets Bonn in de Duitse eerste klasse.
Na een seizoen in Duitsland maakte hij de overstap naar de Italiaanse competitie en tekende bij Dinamo Sassari.

## Erelijst
- BNXT League MVP: 2023
- BNXT League Dream Team: 2023